# アンドレ・ムニス
アンドレ・ムニス（André Muniz、1990年2月17日 - ）は、ブラジルの男性総合格闘家。ミナスジェライス州モンテスクラロス出身。タタ・ファイトチーム・モンテスクラロス所属。

## 来歴
10代の頃は落ち着きのない性格であったため、規律を学ばせるために母親が柔術のクラスに参加させ、その後、柔術と並行してムエタイを経験した。19歳の時に総合格闘技のトレーニングを始める。

### 総合格闘技
2009年、 プロ総合格闘技デビュー。母国ブラジルの団体を主戦場に20戦16勝の戦績を残す。
2019年8月6日、Dana White's Contender Series 23でテイラー・ジョンソンと対戦し、リアネイキドチョークで1R一本勝ちを収め、UFCとの契約権を獲得した。

### UFC
2019年11月16日、UFC初参戦となったUFC Fight Night: Błachowicz vs. Jacaréでアントニオ・アロヨと対戦し、3-0の判定勝ち。
2020年9月5日、UFC Fight Night: Overeem vs. Sakaiでバルトス・ファビンスキと対戦し、腕ひしぎ十字固めで1R一本勝ち。パフォーマンス・オブ・ザ・ナイトを受賞した。
2021年5月15日、UFC 262でホナウド・ジャカレイと対戦し、バックから腕ひしぎ十字固めでジャカレイの腕を折って1R一本勝ち。ムンジアル、アブダビコンバットを制した柔術家のジャカレイから総合格闘技キャリア初の一本を奪った。なお、この一本は総合格闘技老舗サイトMMA Junkie、MMA Fighting、MMA Mania等から2021年のサブミッション・オブ・ザ・イヤーに選出された。
2022年7月2日、UFC 276でミドル級ランキング9位のユライア・ホールと対戦し、グラウンドで終始圧倒して3-0の判定勝ち。
2023年2月25日、UFC Fight Night: Muniz vs. Allenでブレンダン・アレンと対戦し、リアネイキドチョークで3R一本負け。同大会のメインイベントはニキータ・クリーロフとライアン・スパンのライトヘビー級マッチが予定されていたが、クリーロフが大会当日に体調不良で欠場したため、ムニスとアレンの試合がメインイベントにスライドされる形となった。

## 人物・エピソード
- 既婚者であり、2人の娘がいる。

## 戦績
| 総合格闘技 戦績 | 総合格闘技 戦績 | 総合格闘技 戦績 | 総合格闘技 戦績 | 総合格闘技 戦績 | 総合格闘技 戦績 | 総合格闘技 戦績 |
| --------------- | --------------- | --------------- | --------------- | --------------- | --------------- | --------------- |
| 31 試合         | (T)KO           | 一本            | 判定            | その他          | 引き分け        | 無効試合        |
| 24 勝           | 4               | 15              | 5               | 0               | 0               | 0               |
| 7 敗            | 6               | 1               | 0               | 0               | 0               | 0               |

| 勝敗 | 対戦相手                                 | 試合結果                              | 大会名                                                        | 開催年月日     |
| ×    | イクラム・アリスケロフ                   | 1R 4:54 TKO（左フック→パウンド）      | UFC on ESPN 66: Machado Garry vs. Prates                      | 2025年4月26日  |
| ○    | パク・ジョンヨン                         | 5分3R終了 判定2-1                     | UFC Fight Night: Song vs. Gutiérrez                           | 2023年12月9日  |
| ×    | ポール・クレイグ                         | 2R 4:40 TKO（グラウンドの肘打ち連打） | UFC Fight Night: Aspinall vs. Tybura                          | 2023年7月22日  |
| ×    | ブレンダン・アレン                       | 3R 4:25 リアネイキドチョーク          | UFC Fight Night: Muniz vs. Allen                              | 2023年2月25日  |
| ○    | ユライア・ホール                         | 5分3R終了 判定3-0                     | UFC 276: Adesanya vs. Cannonier                               | 2022年7月2日   |
| ○    | エリク・アンダース                       | 1R 3:13 腕ひしぎ十字固め              | UFC 269: Oliveira vs. Poirier                                 | 2021年12月11日 |
| ○    | ホナウド・ジャカレイ                     | 1R 3:59 腕ひしぎ十字固め              | UFC 262: Oliveira vs. Chandler                                | 2021年5月15日  |
| ○    | バルトス・ファビンスキ                   | 1R 2:42 腕ひしぎ十字固め              | UFC Fight Night: Overeem vs. Sakai                            | 2020年9月5日   |
| ○    | アントニオ・アロヨ                       | 5分3R終了 判定3-0                     | UFC Fight Night: Błachowicz vs. Jacaré                        | 2019年11月16日 |
| ○    | テイラー・ジョンソン                     | 1R 1:46 リアネイキドチョーク          | Dana White's Contender Series 23                              | 2019年8月6日   |
| ○    | ブルーノ・アシス                         | 5分3R終了 判定3-0                     | Dana White's Contender Series Brazil 2                        | 2018年8月11日  |
| ○    | ウィリアンドソン・パイバ                 | 1R 0:38 腕ひしぎ十字固め              | Watch Out Combat Show 49                                      | 2018年3月24日  |
| ○    | ホアン・パウロ・ドス・サントス           | 1R 1:18 TKO（パンチ連打）             | Watch Out Combat Show 48                                      | 2017年12月15日 |
| ×    | アザマト・ムルザカノフ                   | 1R 0:50 KO（左フック）                | United Caucasian FC 1                                         | 2016年10月2日  |
| ○    | ウェリントン・リマ・ハファエル           | 1R 1:30 リアネイキドチョーク          | War of Champions 6                                            | 2016年4月29日  |
| ○    | カルロス・エドゥアルド・タバレス・シウバ | 1R 0:45 ギロチンチョーク              | X-Fight MMA 12                                                | 2015年11月14日 |
| ○    | フラビオ・ホドリゴ・マゴン               | 5分3R終了 判定3-0                     | X-Fight MMA 11                                                | 2015年8月21日  |
| ○    | ジョゼ・アパレシド・サントス・ゴメス     | 2R 4:36 肩固め                        | Coliseu Extreme Fight 12                                      | 2015年5月9日   |
| ○    | ハファエル・コヘイア                     | 1R ブラボーチョーク                   | Face To Face 10                                               | 2015年2月21日  |
| ○    | ホアン・パウロ・ドス・サントス           | 1R 2:40 肩固め                        | Watch Out Combat Show 40                                      | 2014年12月13日 |
| ○    | マルセロ・バルボーサ・ハモス             | 1R ギロチンチョーク                   | Watch Out Combat Show 34                                      | 2014年5月24日  |
| ○    | パウロ・フィリオ                         | 5分3R終了 判定3-0                     | Bitetti Combat 19 【BitettiCombatミドル級暫定タイトルマッチ】 | 2014年2月6日   |
| ×    | フリオ・セサール・ドス・サントス         | 1R 2:46 TKO（パンチ連打）             | Watch Out Combat Show 30 【WOCSミドル級タイトルマッチ】       | 2013年10月18日 |
| ○    | チアゴ・モナコ                           | 1R 2:48 ブラボーチョーク              | Bitetti Combat 16 【BitettiCombatミドル級暫定王座決定戦】     | 2013年7月19日  |
| ○    | ダニエル・オリベイラ                     | 1R 2:55 KO（パンチ連打）              | Watch Out Combat Show 24                                      | 2013年3月23日  |
| ○    | ホドリゴ・カルロス                       | 2R 三角絞め                           | Watch Out Combat Show 22                                      | 2012年11月9日  |
| ×    | ダグラス・モウラ                         | 1R 2:51 TKO（パンチ連打）             | Jungle Fight 39                                               | 2012年5月12日  |
| ○    | ワグナー・シウバ・ゴメス                 | 2R 1:15 TKO（パンチ連打）             | Fight Brazil Combat                                           | 2011年10月1日  |
| ×    | フリオ・セサール・ドス・サントス         | 1R 5:00 TKO（ドクターストップ）       | Bitetti Combat 9                                              | 2011年6月18日  |
| ○    | パウロ・ビクトー・フランコ               | 3R TKO（パンチ連打）                  | Fight Brazil Combat                                           | 2009年11月15日 |
| ○    | アリー・サントス                         | 1R 三角絞め                           | Fight Brazil Combat 11                                        | 2009年4月3日   |

## 獲得タイトル
- Bitetti Combatミドル級王座（2013年）